# Viguieranthus glaber
Viguieranthus glaber är en ärtväxtart som beskrevs av Villiers. Viguieranthus glaber ingår i släktet Viguieranthus och familjen ärtväxter. Inga underarter finns listade i Catalogue of Life.